# Looney Tunes
Looney Tunes (česky: Bugs Bunny a Přátelé) je americká animovaná série komedií z produkce Warner Bros. (1930–1969), které byly natáčené během zlaté éry animované kinematografie. Looney Tunes navazují na krátkometrážní filmy Walta Disneyho (jeho Silly Symphonies) a tehdejší studio se jimi nechalo inspirovat a po Looney Tunes vznikla druhá sesterská série Merrie Melodies. Po vzniku postav Boska a Buddyho v roce 1930 a po příchodu tehdejších nejlepších režisérů a umělců té doby Texe Averyho a Chucka Jonese a poté i Mela Blanca vytvořili animátoři do současnosti slavné kreslené postavičky jako je králík Bugs Bunny, Kačer Daffy, Vepřík Porky, Elmer Fudd a dvojic Sylvester a Tweety a Kojot Vilda a Pták Uličník se Looney Tunes se hodně rozšířily a byly natáčeny až do zaniknutí animačního studia v roce 1969. V roce 2009 byla ve spolupráci s DC Comics série obnovena, ale tentokrát s názvem The Looney Tunes Show, které se natáčejí do současnosti. Tehdejší studio se hodně nechalo inspirovat těmito studii:
- Paramount's Famous Studios (Fleischer Studios)
- Universal's Walter Lantz Productions,
- Columbia's UPA (Screen Gems),
- 20th Century Fox's Terrytoons,
- Metro Goldwyn Mayer (MGM).

## Historie
Na začátku natáčení Looney Tunes a Merrie Melodies byla hudba a všechno podobné získáváno z archivu Warner Brothers. Od roku 1934 do roku 1943 byly Merrie Melodies vyráběny v barevném provedení a Looney Tunes v černobílém. Po roce 1943 se však obě série začaly vyrábět v barvě a staly se tak prakticky nerozeznatelné, jen s tím rozdílem, že původní znělky zůstaly ponechány. V obou řadách vystupovaly postavičky, které byly vytvořeny po příchodu Texe Averyho a Chucka Jonese. Hudba k upoutávce pro Looney Tunes bylo Merry Go Round Broke Down od Cliffa Frienda a Dava Franklina a hudba pro Merrie Melodies byla adaptace písně Merrily We Roll Along od Charlese Tobiase, Murrayho Menchera a Eddieho Cantora.

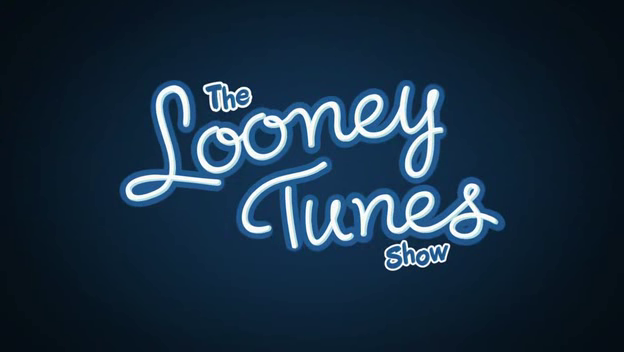
The Looney Tunes Show - titulek

### Vybrané grotesky uvedené doNárodního filmového registru
- What's Opera, Doc? (1957), vybráno v roce 1992
- Duck Amuck (1953), vybráno v roce 1999
- Porky in Wackyland (1938), vybráno v roce 2000
- One Froggy Evening (1955), vybráno v roce 2003

### Vybrané grotesky oceněné Cenou za nejlepší krátký film
- Tweetie Pie (1947)
- For Scent-imental Reasons (1949)
- Speedy Gonzales (1955)
- Birds Anonymous (1957)
- Knighty Knight Bugs (1958)

### Vybrané grotesky nominované na Oscara
- A Wild Hare (1940)
- Greetings Bait (1943)
- Swooner Crooner (1944)
- Walky Talky Hawky (1946)
- Mouse Wreckers (1949)
- From A to Z-Z-Z-Z (1953)
- Sandy Claws (1955)
- Tabasco Road (1957)
- Mexicali Shmoes (1959)
- Mouse and Garden (1960)
- High Note (1960)
- Now Hear This (1963)

### Tvůrci, režiséři a scenáristi

#### Ředitelé
- Leon Schlesinger (1930–1944)
- Eddie Selzer (1944–1956)
- John Burton (1957–1961)
- David H. DePatie (1961–1963)
- William L. Hendricks (1967–1969)

#### Režiséři
- Tex Avery (1935–1942) (někdy uváděn jako Fred Avery)
- Bernard B. Brown (1934)
- Gerry Chiniquy (1964)
- Bob Clampett (1937–1946) (někdy uváděn jako Robert Clampett)
- Cal Dalton (1938–1940)
- Arthur Davis (1946–1949, 1962)
- Earl Duvall (1934)
- Friz Freleng (1934–1965) (někdy uváděn I. Freleng)
- Ben Hardaway (1934–1935, 1938–1940)
- Hugh Harman (1930–1933)
- Ken Harris (1959)
- Cal Howard (1938)
- Rudolf Ising (1930–1933)
- Ub Iwerks (1937)

- Chuck Jones (1938–1964) (někdy uváděn jako Charles M. Jones)

- Jack King (1934–1936)
- Rudy Larriva (1965–1967)
- Abe Levitow (1959–1962)
- Alex Lovy (1967–1968)
- Norman McCabe (1940–1943)
- Robert McKimson (1946–1969)
- Phil Monroe (1963–1964)
- Tom Palmer (1933)
- Hawley Pratt (1964)
- Frank Tashlin (1936–1938, 1943–1946)

#### Scenáristi
- Howard Baldwin
- David Detiege
- John Dunn
- Warren Foster
- Friz Freleng
- Robert Givens
- Ben Hardaway
- George Hill
- Rich Hogan
- Chuck Jones
- Lew Landsman
- Lou Lilly
- Michael Maltese
- George Manuell
- Melvin Millar
- Jack Miller
- Dave Monahan
- Fred Neiman
- Tedd Pierce
- Bill Scott
- Dr. Seuss
- Lloyd Turner

#### Pozadí a dramaturgie
- Pete Alvarado
- Philip DeGuard
- Robert Givens
- Robert Gribbroek
- Alex Ignatiev
- Paul Julian
- John McGrew
- Thomas McKimson
- Maurice Noble
- Erni Nordli
- Tom O'Loughlin
- Hawley Pratt
- David Rose
- Richard H. Thomas
- Cornett Wood
- Irv Wyner

#### Animátoři
- Robert Bentley
- Norm Blackburn
- Robert Cannon
- John Carey
- Gerry Chiniquy
- Bob Clampett
- Ben Clopton
- Herman Cohen
- James Culhane
- Cal Dalton
- Arthur Davis
- Jim Davis
- Joe D'Igalo
- Robert Edmunds
- Izzy Ellis
- John Freeman
- Friz Freleng
- A.C. Gamer
- John Gibbs
- Manny Gould
- Rollin Hamilton
- Hugh Harman
- Ken Harris
- Cal Howard
- Alex Ignatiev
- Rudolph Ising
- Chuck Jones
- Paul Julian
- Jack King
- Rudy Larriva
- Larry Martin
- Bill Mason
- Max Maxwell
- Norman McCabe
- Charles McKimson
- Robert McKimson
- Tom McKimson
- Bill Meléndez
- Phil Monroe
- Jim Pabian
- Rozzie Lambeth
- Stuart Wilkins
- Marcus Philpot
- Simon Jamieson
- Adge Kramskoy
- Beaumont Thornton
- James Hughson
- Samuel Peters
- Mark Dillon
- Matthew Ferguson
- Jim Dickens
- Bill McAllen
- Freddy Maris
- Jeff Silvestre
- Reggie Kramskoy
- Manuel Perez
- Tom Ray
- Bob Richardson
- Vive Risto
- Phil Roman
- Virgil Ross
- Rod Scribner
- Larry Silverman
- Hank Smith
- Paul Smith
- Robert Stokes
- Sid Sutherland
- Bob Taylor
- Richard Thompson
- Riley Thomson
- Frank Tipper
- Lloyd Vaughan
- Sandy Walker
- Elmer Wait
- Ben Washam
- Volney White
- Don Williams
- Frank Richardson
- Michael Bryce
- Michael Hudson
- Tom Hudson
- Charles Hudson

#### Hlasy a hlasové charakterizace
- Dick Beals
- Bea Benaderet
- Julie Bennett
- Sara Berner
- Mel Blanc
- Billy Bletcher
- Billy Booth
- Robert C. Bruce
- Arthur Q. Bryan
- Daws Butler
- Joe Dougherty
- June Foray
- Stan Freberg
- Joan Gerber
- Bernice Hansen
- Margaret Hill
- Trust Howard
- Paul Julian
- Abe Lyman
- Carman Maxwell
- Bill Melendez
- Don Messick
- Tedd Pierce
- Kent Rogers
- Gay Seabrook
- Hal Smith
- John T. Smith
- Larry Storch
- Nancy Wible
- Mike Carter
- Jason Posner
- Kenny Grant
- Abbie Greaves
- Mick McLaughlin
- Don MacDonald
- Allan McCallum
- Aidan Hammett
- Henry McGinnis
- Paul Martin
- William Gonzalez
- Vikki James
- Carin Church
- Sinclair Joy
- Gilbert Hills
- Kristin McIntyre
- Niki Mathewson
- Adela Smithson
- Adeline Simonson
- Susan Kirkpatrick
- Mitch Lloyd
- Matt Hudson
- David Roberts
- Claudio Dickson
- Ally Christiansen
- Dave Christenson
- Kristan Shoesmith
- Vinnie Kramskoy
- Harriett Kramskoy
- Alaster Kramskoy
- Andrew Kramskoy

#### Hlavní dirigenti a autoři hudby
- Carl Stalling (1936–1958)
- Milt Franklyn (1936–1962)
- William Lava (1962–1963, 1967–1969)

Další skladatelé
- Gus Arnheim
- Bernard Brown (1933–1936)
- Dean Elliott
- Leigh Harline
- William Loose
- Abe Lyman
- Frank Marsales (1930–1933)
- Eugene Poddany (1951)
- John Seely (1958)
- Norman Spencer (1933–1936)
- Herbart Stothart
- Clark Terry

#### Efekty
- Treg Brown
- Lee Gunther
- Hal Geer
- Joe Siracusa